# Tango in Amsterdam en andere verhalen
Tango in Amsterdam is een verhalenbundel, handelend over Grijpstra en De Gier, geschreven door Janwillem van de Wetering.
Het is in 1995 uitgegeven door Het Spectrum.

## Inhoud
Deze verhalenbundel bevat o.a. het verhaal van een tango-dansende Finse toeriste die wordt beschermd tegen door haarzelf opgeroepen seksueel geweld. Een lustmoordenaar valt in slaap. De reumatische, en altijd minzame, commissaris begrijpt de 'mystiek van de Kroon' en bevrijdt een schatrijke weduwe van haar demonen. Door middel van Grijpstra's drumstel en de Giers nieuwe instrument, een minitrompet, wordt een dolgedraaid spook in vrede verdreven. Een protestantse prediker deelt duidelijk zijn inzichten.
- Tango in Amsterdam
- De engel van de Kroon
- Een heuse held
- Reiger Eiland
- Let's go bananas
- Ninja's in Dingjum
- Het briefje in de pepermuntfles
- De bloemetjesjurk
- Waar je de politie al niet voor kunt gebruiken